# 武智ミドリ
武智 ミドリ（たけち ミドリ、MIDORI TAKECHI、蜜多麗、1992年8月20日 - ）は、日本の女性ファッションモデル。神奈川県相模原市出身。
2017年5月に結婚。
現在は台湾に拠点を移し、2018年大手デパート微風と契約を結び、イメージモデルとして活躍。